# Mariene ecoregio Zuidoostelijk Papoea-Nieuw-Guinea
De Mariene ecoregio Zuidoostelijk Papoea-Nieuw-Guinea (137) (Engels: Southeast Papua New Guinea marine ecoregion) is een biogeografische regio en ligt in het westen van de Grote Oceaan in de Mariene provincie Oostelijke Koraaldriehoek (31) in het Marien rijk Centrale Indo-Pacific. De mariene ecoregio is vastgesteld door het World Wide Fund for Nature en The Nature Conservancy en is vernoemd naar Papoea-Nieuw-Guinea.
In het oosten grenst het gebied aan de mariene ecoregio Salomonzee (136), in het zuiden aan de mariene ecoregio Koraalzee (150), in het westen aan de mariene ecoregio Straat Torres en Noordelijk Groot Barrièrerif (142) en in het noordwesten aan de mariene ecoregio Golf van Papoea (138).

## Geografie
De mariene ecoregio ligt in het westen van de Grote Oceaan voor de zuidoostkust van Papoea-Nieuw-Guinea. Het gebied ligt in de Koraalzee voor de zuidoostkust van het eiland Nieuw-Guinea, exclusief de Golf van Papoea, en strekt zich uit van ten noorden van Yule Island in het westen tot nabij de zuidoostpunt van het eiland Nieuw-Guinea.
Door het gebied stroomt de Golf van Papoeastroom, onderdeel van de Hirigyre.

## Biogeografie
Het gebied kent zeeleven dat houdt van tropische temperaturen.